# Janusz Srebrzycki
Janusz Srebrzycki właśc. Janusz Silberstein lub Zilberman (ur. 24 kwietnia 1893 w Garwolinie, zm. podczas II wojny światowej) – polski aktor teatralny i filmowy pochodzenia żydowskiego. 

## Życiorys
W 1911 roku ukończył warszawską Szkołę Aplikacyjną przy Teatrach Rządowych. Występował w Łodzi (1911–1912), Kaliszu (1912–1913), Druskiennikach (1914), a do wybuchu I wojny światowej – na scenach stołecznych. Był członkiem zespołów: Teatru Letniego, Teatru Artystycznego oraz Teatru w Dolinie Szwajcarskiej (1915–1916). W 1917 roku kierował teatrem Ogród Zimowy, a następnie występował w Teatrze Dramatycznym (1919), Teatrze Mirage (1920–1921), Operetki Warszawskiej (z którą w 1924 roku występował gościnnie w krakowskim Teatrze Bagatela), Teatrze Polskim (1930–1931), Teatrze Ateneum (1931) oraz Teatrze Kameralnym (1933–1935). Zajmował się również deklamacją oraz reżyserią teatralną.
Podczas II wojny światowej trafił do warszawskiego getta, gdzie występował w Teatrze Femina (1940). Zmarł prawdopodobnie w 1943 roku, choć dokładna data śmierci nie jest znana.

## Filmografia
- Śmierć za życie. Symfonia ludzkości (1924) - karczmarz
- Mały marynarz (1936)
- Trójka hultajska (1937) - sekretarz w pałacu Igiełki
- Ordynat Michorowski (1937) - recepcjonista w hotelu
- Książątko (1937)

Źródło: